# 卡羅·甘比諾
卡羅·甘比諾（英語：Carlo Gambino，1902年8月24日—1976年10月15日），綽號唐·卡羅（Don Carlo），生於義大利王國西西里巴勒莫，美國黑手黨幫派份子，為甘比諾犯罪家族的老大。在1957年阿巴拉欽會議，以及1959年維多·吉諾維斯入獄之後，他主管美國黑手黨委員會，直到因為心臟病過世為止，他都是美國黑手黨中最有份量的人物。在超過五十多年的犯罪生涯中，他只有在1937年因為逃稅而入獄22個月。
電影《教父》就是以他做為題材。

## 生平

### 早年生活
父親為托瑪索·甘比諾（Tommaso Gambino），母親為菲麗斯·卡斯特蘭諾（Felice Castellano）。在家中，他有兩個弟弟，加斯帕雷·甘比諾（Gaspare Gambino），從未加入黑手黨。另一個是帕歐羅·甘比諾（Paolo Gambino），在日後追隨他加入甘比諾犯罪家族。他們家族是西西里黑手黨的一員。
1921年12月23日，搭乘文森佐·佛利歐號貨輪（SS Vincenzo Florio），以非法偷渡方式，進入美國維吉尼亞州諾福克。之後到達紐約市，投靠他母親親戚，在他們家族擁有的小卡車貨運行中工作。
1932年，他跟表妹凱撒琳那·卡斯特蘭諾（Catherine Castellano）結婚，她的兄長保羅·卡斯特蘭諾在日後成為甘比諾犯罪家族的老大。他們婚後生下四名子女。

### 犯罪生涯
1930年代，在紐約市，甘比諾加入喬·馬塞里亞的幫派。在1930年，與薩爾瓦托雷·馬蘭扎諾的卡斯泰拉姆馬雷戰爭中，喬·馬塞里亞遭到副手查理·盧西安諾謀殺。薩爾瓦托雷·馬蘭扎諾與查理·盧西安諾建立全國犯罪集團，重組五大家族地盤。甘比諾成為文森·曼加諾的手下，擔任士兵。
1937年，因為經營在費城的蒸餾酒工廠，被控告逃稅，判決有罪。在賓夕法尼亞州路易斯堡的聯邦監獄，甘比諾服刑22個月，這是他一生中唯一一次入獄服刑。
1951年，文森·曼加諾跟他的兄弟菲利普·曼加諾遭到謀殺，一般相信是由艾伯特·阿納斯塔塞指使。艾伯特·阿納斯塔塞成為家族老大，法蘭克·斯卡利斯成為二老闆（Underboss）。
1957年，法蘭克·斯卡利斯遭到槍殺，一般相信是由艾伯特·阿納斯塔塞策畫，由甘比諾接任二老闆。甘比諾與維多·吉諾維斯結盟，維多·吉諾維斯策劃刺殺弗兰克·科斯特洛，強迫他退位，以接管盧西安諾犯罪家族。
甘比諾與維多·吉諾維斯、喬·普羅法奇合作，喬·普羅法奇派出手下喬·加洛，槍殺艾伯特·阿納斯塔塞。由甘比諾接管家族，成為甘比諾家族老大。
在維多·吉諾維斯主管吉諾維斯家族後，其勢力大幅擴張，於1957年召開阿巴拉欽會議，遭到聯邦調查局查獲後，引發黑手黨內對他的不滿，這些反對者有一部份倒向支持甘比諾。甘比諾與查理·盧西安諾合作販賣毒品，其家族勢力開始擴大。
1959年，維多·吉諾維斯因販毒罪名被逮捕，關進聯邦監獄。甘比諾接管美國黑手黨委員會，此時，甘比諾犯罪家族有500個士兵，超過1000名合夥人（associate）。

### 黑手黨教父
1962年查理·盧西安諾過世，其販毒事業主要由甘比諾接手。同年，甘比諾的長子，湯瑪斯·甘比諾（Thomas Gambino）與湯米·盧凱塞的女兒，法蘭西斯·盧凱塞（Lucchese Frances）結婚。當時，盧凱塞犯罪家族控制了機場安檢以及機場工會，湯米·盧凱塞將機場開放給甘比諾犯罪家族，雙方結盟，成為紐約市最大的犯罪組織。
1963年，約瑟夫·博納諾與約瑟·馬格里奧可合作，計劃刺殺美國黑手黨委員會中的幾個老大，目標包括甘比諾在內。約瑟·馬格里奧可，將工作交付給負責執行的槍手約瑟夫·哥倫布，遭到告密。美國黑手黨委員會傳喚了約瑟夫·博納諾與約瑟·馬格里奧可，要求解釋。約瑟夫·博納諾逃亡，約瑟·馬格里奧可被剝奪了老大頭銜與地盤，其犯罪家族交由約瑟夫·哥倫布管理。
自1953年開始，美国移民及归化局開始針對他在1921年的偷渡入境，進行驱逐出境程序。甘比諾以健康不佳，需要就醫為理由，持續拖延。1970年，甘比諾被指認涉入一起運送三百萬美元的武裝運鈔車搶劫案，在當年度3月23日遭到逮捕。在繳納7600元保釋金後，甘比諾以健康不佳的理由，從此不再出現在審判法庭中。同年，美國聯邦最高法院批准了1967年提出的驅逐出境命令，甘比諾以心臟病發為理由，逃避法庭命令執行。
1971年，哥倫布犯罪家族老大，約瑟夫·哥倫布，遭到槍擊身亡。槍手傑若米·強納森（Jerome A. Johnson），在動手前幾天，曾經在甘比諾犯罪家族經營的酒吧喝酒，因此有人認為甘比諾涉入此案，但並沒有更多證據。哥倫布犯罪家族認為主使者是喬·加洛。
維多·吉諾維斯入獄之後，由湯瑪斯·艾波利擔任吉諾維斯犯罪家族的檯面老闆。他向黑手黨委員會以及甘比諾借款400萬美元，用於拓展新的販毒路線。但是隨著美國法律變嚴，這個犯罪管道被美國聯邦政府阻斷，並逮捕了他的大部份手下。甘比諾以及甘比諾家族的二老闆Aniello Dellacroce要求湯瑪斯·艾波利還錢，但艾波利無法付款。甘比諾下令暗殺艾波利，1972年，艾波利跟他女友在餐廳遭人槍殺。因為罪證不足，警方最終沒有因為這個謀殺案起訴甘比諾犯罪家族中的任何人。
1976年於家中觀看紐約洋基隊比賽時，甘比諾因心肌梗塞，病發身亡，享年74歲。根據其命令，由保羅·卡斯特蘭諾繼任甘比諾犯罪家族的老闆。